# Granit Rugova
Granit Rugova (Pristina, 13 de noviembre de 1985) es un exbaloncestista kosovar que jugaba en las posiciones de escolta y alero. Representó a su país a nivel internacional en diversas ocasiones.

## Trayectoria
Surgido de la cantera del Prishtina, Rugova dejó su país en 2005 para migrar a los Estados Unidos. Se enroló en el Trinity Valley Community College de Athens, Texas, donde jugaría durante dos años en la NJCAA con los Cardinals. 
Retornó a su país en 2008, reincorporándose al Prishtina. En ese club jugaría regularmente hasta 2013, año en que padeció una lesión que casi lo obliga a terminar su carrera anticipadamente. 
El 30 de marzo de 2011 protagonizó la hazaña de anotar 110 puntos en la victoria del Prishtina contra el Mitrovica por 150 a 54, en un partido correspondiente a la temporada 2010-11 de la Superliga de Kosovo. Su récord sólo fue superado en su país por la jugadora Marigona Rushiti, que anotó 116 puntos en un partido entre el equipo femenino del Prishtina contra el Vushtrri en noviembre de 2018.
En 2015 fue fichado por el KB Bashkimi, pero al año siguiente regresó al Prishtina. Jugó allí hasta retirarse en 2018.
Luego de dejar el deporte profesional, pasó a desempeñarse como dirigente de la Federación de Baloncesto de Kosovo. Sin embargo en 2022 renunció a su puesto para asumir como director de la Secretaría de Deportes del Municipio de Pristina.

## Selección nacional
Rugova fue miembro de la selección de baloncesto de Kosovo a partir de su creación en 2016, jugando varios partidos en instancias de clasificación a la Copa Mundial de Baloncesto y al Eurobasket.